# Drogi międzynarodowe na Ukrainie
Drogi międzynarodowe na Ukrainie (ukr. Міжнародні автомобільні шляхи України – trb. Miżnarodni awtomobilni szlachy Ukrajiny) – jedna z kategorii dróg publicznych na terenie Ukrainy. Zaliczane są do niej drogi połączone z międzynarodowymi korytarzami transportowymi oraz leżące w ciągu tras europejskich. Oznaczane są literą M i dwucyfrowym numerem porządkowym.
Dane dotyczące arterii – numeracja, długość oraz wyznaczony przebieg – publikowane są w wykazie zatwierdzanym co trzy lata przez Gabinet Ministrów Ukrainy, wchodzącym w życie w dniu 1 stycznia następnego roku po opublikowaniu stosownej uchwały.

## Lista dróg międzynarodowych
| Numer                                   | Nazwa / przebieg drogi                                                            | Długość   |
| --------------------------------------- | --------------------------------------------------------------------------------- | --------- |
| M01                                     | Kijów – Czernihów – Nowe Jaryłowicze                                              | 241,9 km  |
| M01                                     | dojazd do Czernihowa                                                              | 13,0 km   |
| M01                                     | dojazd do Browarów                                                                | 4,8 km    |
| M01                                     | łączna długość                                                                    | 259,7 km  |
| M02                                     | Kipti – Głuchów – Bacziwśk (kierunek Briańsk)                                     | 254,5 km  |
| M03                                     | Kijów – Charków – Dowżańskij (kierunek Rostów nad Donem)                          | 932,7 km  |
| M03                                     | dojazd do Charkowa                                                                | 13,7 km   |
| M03                                     | dojazd do Połtawy                                                                 | 1,1 km    |
| M03                                     | łączna długość                                                                    | 947,5 km  |
| M05                                     | Kijów – Odessa                                                                    | 562,5 km  |
| M05                                     | dojazd do Białej Cerkwi                                                           | 2,3 km    |
| M05                                     | dojazd do Р19                                                                     | 0,5 km    |
| M05                                     | łączna długość                                                                    | 565,3 km  |
| M06                                     | Kijów – Czop (kierunek Budapeszt przez Lwów, Mukaczewo i Użhorod)                 | 900,9 km  |
| M06                                     | dojazd do Żytomierza                                                              | 9,0 km    |
| M06                                     | dojazd do Zwiahla                                                                 | 4,6 km    |
| M06                                     | dojazd do Lwowa                                                                   | 5,7 km    |
| M06                                     | dojazd do Użhorodu                                                                | 2,3 km    |
| M06                                     | dojazd do Równego                                                                 | 4,2 km    |
| M06                                     | łączna długość                                                                    | 926,7 km  |
| M07                                     | Kijów – Kowel – Jagodzin (kierunek Lublin)                                        | 494,8 km  |
| M07                                     | dojazd do terminalu na przejściu granicznym «Jagodzin» nr 2                       | 0,1 km    |
| M07                                     | dojazd do terminalu na przejściu granicznym «Jagodzin» nr 3                       | 1,8 km    |
| M07                                     | łączna długość                                                                    | 496,7 km  |
| M08                                     | obwodnica Użhorodu – przejście graniczne «Użhorod»                                | 17,1 km   |
| M08                                     | dojazd do terminalu towarowego                                                    | 1,1 km    |
| M08                                     | łączna długość                                                                    | 18,2 km   |
| M09                                     | Tarnopol – Lwów – Rawa Ruska (kierunek Lublin)                                    | 174,9 km  |
| M10                                     | Lwów – Krakowiec (kierunek Kraków)                                                | 69,8 km   |
| M10                                     | zachodnia obwodnica Lwowa                                                         | 15,6 km   |
| M10                                     | łączna długość                                                                    | 85,4 km   |
| M11                                     | Lwów – Szeginie (kierunek Kraków)                                                 | 71,6 km   |
| M13                                     | Kropywnycki – Płatonowe (kierunek Kiszyniów)                                      | 258,5 km  |
| M14                                     | Odessa – Melitopol – Nowoazowsk (kierunek Taganrog)                               | 691,3 km  |
| M14                                     | dojazd do Р47                                                                     | 2,1 km    |
| M14                                     | dojazd do Chersonia                                                               | 4,1 km    |
| M14                                     | dojazd do Melitopola                                                              | 16,7 km   |
| M14                                     | łączna długość                                                                    | 714,2 km  |
| M15                                     | Odessa – Reni                                                                     | 299,5 km  |
| M16                                     | Odessa – Kuczurhan (kierunek Kiszyniów)                                           | 58,9 km   |
| M17                                     | Chersoń – Dżankoj – Teodozja – Kercz                                              | 403,3 km  |
| M18                                     | Charków – Symferopol – Ałuszta – Jałta                                            | 703,8 km  |
| M18                                     | obwodnica Charkowa                                                                | 8,0 km    |
| M18                                     | obwodnica Symferopola                                                             | 12,1 km   |
| M18                                     | łączna długość                                                                    | 723,9 km  |
| M19                                     | Domanowo (kierunek Brześć) – Kowel – Czerniowce – Tereblecze (kierunek Bukareszt) | 530,2 km  |
| M19                                     | dojazd do Czerniowiec                                                             | 9,1 km    |
| M19                                     | dojazd do Łucka                                                                   | 5,2 km    |
| M19                                     | łączna długość                                                                    | 544,5 km  |
| M20                                     | Charków – Szczerbakiwka (kierunek Biełgorod)                                      | 28,4 km   |
| M21                                     | Wystupowyczi – Żytomierz – Mohylów Podolski (przez Winnicę)                       | 413,4 km  |
| M21                                     | dojazd do Berdyczowa                                                              | 6,5 km    |
| M21                                     | dojazd do Kalinówki                                                               | 0,2 km    |
| M21                                     | łączna długość                                                                    | 420,1 km  |
| M22                                     | Połtawa – Aleksandria                                                             | 148,2 km  |
| M22                                     | dojazd do Kozelszczyzny                                                           | 2,4 km    |
| M22                                     | łączna długość                                                                    | 150,6 km  |
| M23                                     | Berehowo – Wynohradiw – Wełyka Kopania                                            | 50,0 km   |
| M24                                     | Wełyka Dobroń – Mukaczewo – Berehowo – przejście graniczne «Łużanka»              | 60,5 km   |
| M24                                     | dojazd do M06                                                                     | 1,6 km    |
| M24                                     | łączna długość                                                                    | 62,1 km   |
| M25                                     | przejście graniczne «Sołomonowo» – Wełyka Dobroń – Janoszi                        | 55,1 km   |
| M25                                     | dojazd do przejścia granicznego «Kosoń»                                           | 3,8 km    |
| M25                                     | łączna długość                                                                    | 58,9 km   |
| M26                                     | Wyłok – Newetłenfołu – przejście graniczne «Djakowe»                              | 20,6 km   |
| M26                                     | dojazd do przejścia granicznego «Wyłok»                                           | 0,2 km    |
| M26                                     | dojazd do przejścia granicznego «Wełyka Paład»                                    | 11,2 km   |
| M26                                     | łączna długość                                                                    | 32,0 km   |
| M27                                     | Odessa – Czarnomorsk                                                              | 14,1 km   |
| M28                                     | Odessa – Jużne – M14 z dojazdami                                                  |           |
| M28                                     | obwodnica Odessy                                                                  | 24,9 km   |
| M28                                     | dojazd do portu morskiego «Południe»                                              | 11,9 km   |
| M28                                     | łączna długość                                                                    | 74,1 km   |
| M29                                     | Charków – Krasnohrad – Pereszczepyne – Dniepr                                     | 198,9     |
| M29                                     | dojazd do M18                                                                     | 2,4 km    |
| M29                                     | łączna długość                                                                    | 201,3 km  |
| M30                                     | Stryj – Humań – Dniepr – Izwaryne (przez Winnicę i Kropywnycki)                   | 1401,7 km |
| M30                                     | dojazd do Winnicy                                                                 | 0,8 km    |
| M30                                     | dojazd do Chmielnickiego                                                          | 8,0 km    |
| M30                                     | dojazd do portu lotniczego «Chmielnicki»                                          | 0,7 km    |
| M30                                     | obwodnica Dniepru                                                                 | 21,9 km   |
| M30                                     | dojazd do Ługańska                                                                | 1,8 km    |
| M30                                     | dojazd do Znamjanki                                                               | 1,3 km    |
| M30                                     | łączna długość                                                                    | 1436,2 km |
| Całkowita długość dróg międzynarodowych | Całkowita długość dróg międzynarodowych                                           | 9331,1 km |